# Хуан Тельес-Хирон Эль-Санто

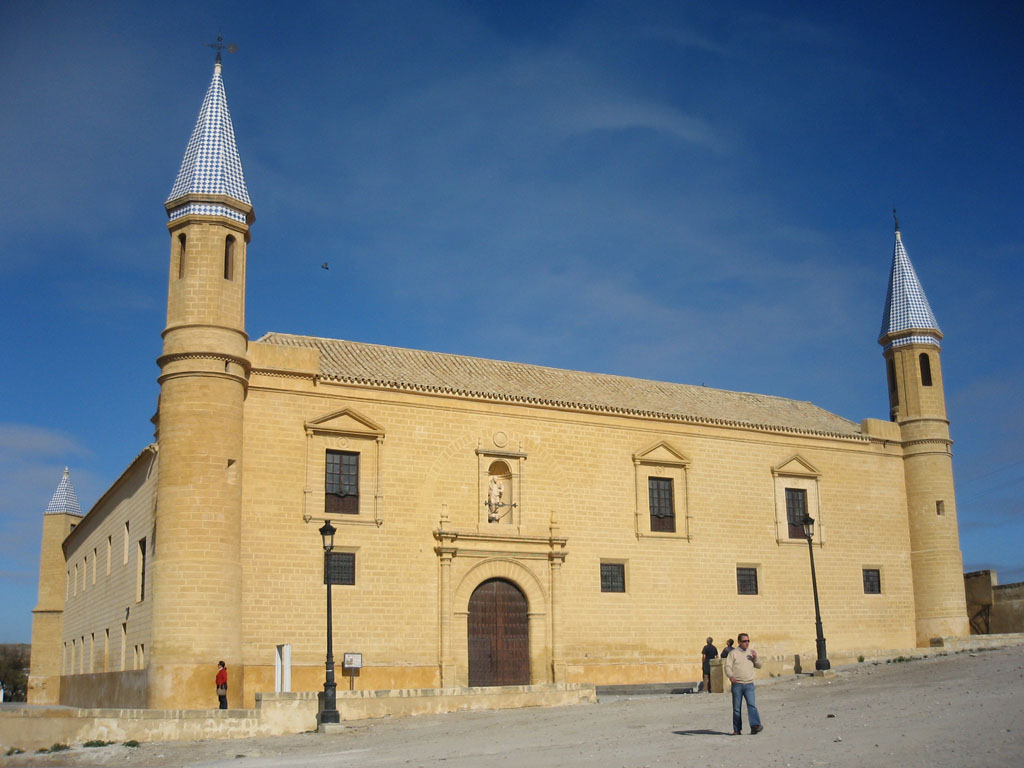
Университет Осуны, основанный Хуаном Тельесом Хироном в 1548 году.

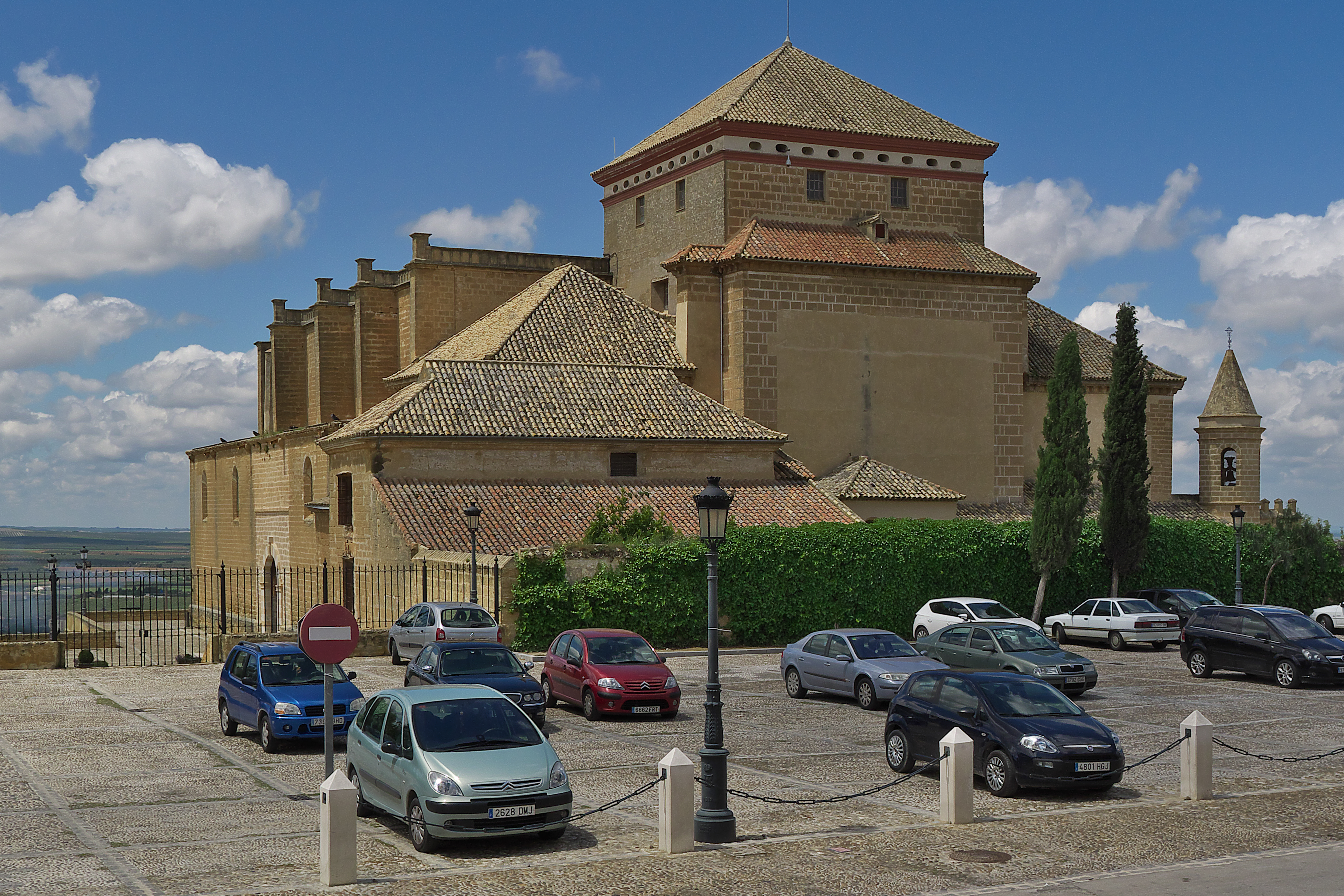
Соборная церковь Успения Пресвятой Богородицы, Осуна.

Хуан Тельес-Хирон Эль-Санто (исп. Juan Téllez-Girón, el Santo; 25 апреля 1494, Осуна — 19 мая 1558) — кастильский дворянин и меценат, 4-й граф де Уруэнья (1531—1558), сеньор Касалья-де-ла-Сьерра, Морон-де-ла-Фронтера, Арааль, Ольвера, Арчидона, Пеньяфьель, Ортехикэр, Брионес, Тьедра, Гумьель-де-Исан, Хельвес и Фречилья. Кроме того, он занимал должности алькайда и стюарда совета короля Испании Карлоса I.
Он создал в городе Осуна крупнейший и самый ослепительный монументальный комплекс севильского Возрождения с наследием интересных зданий, которые было бы трудно превзойти, что сделало его самым важным покровителем своего времени.

## Биография
Хуан Тельес-Хирон родился в Осуне. Третий сын Хуана Телеса Хирона, 2-го графа Уруэньи (1456—1528), и Леонор де ла Вега Веласко, дочери Педро Фернандеса де Веласко и Манрике де Лара, 2-го графа Аро. Он был внуком Педро Хирона (1423—1466), магистра Ордена Калатравы.
Херонимо Гудиэль, его первый биограф, говорит, что в детстве «они заставляли его учить буквы, и таким образом он увлекся грамматикой и музыкой, в двух из которых он был настолько выдающимся, что любая книга, написанная на латинском языке на любом факультете, так ясно понимала, который с большой легкостью перевел их на кастильский язык, и любой голос, каким бы трудным он ни был, пел свободно и с некоторыми предостережениями и музыкальными изяществами сочинял некоторые вещи, которые звучали сладко. он знал половину и не в последнюю очередь свободных наук».
Он унаследовал титул своего старшего брата в 1531 году, когда началась его известная меценатская работа. Он женился на Марии де ла Куэва-и-Толедо, дочери Франсиско Фернандеса де ла Куэвы, 2-го герцога Альбуркерке, и у них было шестеро детей. Его преемник Педро Тельес-Хирон-и-де-ла-Куэва в 1562 году стал 1-м герцогом Осуна.

## Фонды
Его прозвали святым, потому что он также основал многочисленные религиозные, гуманитарные и культурные фонды в своем родном городе Осуна; среди прочих, францисканский и доминиканский монастыри.
Его меценатство началось в 1531 году и продолжалось непрерывно на протяжении всей его жизни, его последнее основание было в 1557 году, за год до его смерти. Среди всех них он потратил значительное состояние из многочисленных доходов, унаследованных им от своих старших, в единственной компании бескорыстного покровительства, возможно, никогда не превзойденной в нашей истории.
Его первым основанием является церковь Санто-Доминго, построенная в том же году, когда она унаследовала графство, в 1531 году.
В следующем году он основал монастырь Сан-Франсиско для монахов ордена доминиканцев. А с другой, в 1533 году, церковь Сан-Педро, которую он использовал для захоронения своих слуг, и монастырь Санта-Ана, вместе с его женой доньей Марией де ла Куэва, для босоногих религиозных деятелей Ла-Мерсед.
В течение года после основания старый приход Осуна был уничтожен пожаром, поэтому на его месте он приказал построить в 1534 году великолепную Соборную церковь, один из самых красивых храмов андалузского Возрождения, с небольшой церковью Сан Хуан рядом с ней. Только два года спустя он заказал строительство Concento del Santísimo Calvario (1536 г.) для францисканских воспоминаний.
После этого первого этапа наступит второй, на котором будут созданы шесть новых фондов. В 1540 году был построен Монастырь для монашествующих Третьего Ордена Покаяния в Сан-Франциско; а пятью годами позже, в 1545 году, прекрасная часовня Гроба Господня Соборной церкви, где он включил небольшой монастырь и склеп для его собственного захоронения и захоронения его потомков.
1548 год был бы годом особенно щедрым на фонды: в этом году были созданы отшельник Санта-Моника, монастырь отцов-августинцев под названием Нуэстра-Сеньора-де-ла-Эсперанса и монастырь монахов Минимального ордена Сан-Франциско-де-Паула.
Но кроме того, в 1548 году он также основал Университет и Колледж Санта-Консепсьон-де-Нуэстра-Сеньора, в котором будет создано двадцать кафедр, которые, по словам Родригеса Марина, с годами станут «магазином знаний, торжества и гордости» Андалусии".
Помимо беспокойства о религиозных и культурных аспектах своего родного города, он создал в нём Больницу де ла Энкарнасьон в 1549 году, которая позже стала монастырем Ла Энкарнасьон.

## Потомство
У Хуана Тельес-Хирона было шестеро детей от брака с Марией де ла Куэва-и-Толедо, дочерью Франсиско Фернандеса де ла Куэва-и-Мендоса, 2-го герцога Альбуркерке, и Франсиски Альварес де Толедо, дочери 1-го герцога Альбы:
- Педро Тельес-Хирон-и-де-ла-Куэва, 5-й граф Уруэнья (1537—1590), 1-й герцог Осуна с 1562 года.
- Леонор и Франсиска Хирон-и-де-ла-Куэва, умершие в детстве.
- Леонор Хирон-и-де-ла-Куэва, вышедшая замуж за Педро Фахардо де Кордова, маркиза Молина и маркиза Лос-Велес, гранда Испании и майордома королевы Марианны Австрийской.
- Мария Хирон-и-де-ла-Куэва, вышедшая замуж за Хуана Эстебана Манрике де Лара Акунья-и-Мануэля (1533—1600), 4-го герцога Нахера, графа Тревиньо, графа Валенсия-де-Дон-Хуан, и вице-короля Валенсии.
- Магдалена Хирон-и-де-ла-Куэва, дама королевы Изабеллы Валуа, которая вышла замуж за Хорхе де Ленкастре, герцога Авейру (1548—1578).